# Чемпіонат Німеччини з хокею 1942
Чемпіонат Німеччини з хокею 1942 — 26-й регулярний чемпіонат Німеччини з хокею.
Чемпіонське звання так і не було розіграно, спочатку фінал планувався між EK «Енгельманн» та СК Ріссерзеє, але після відмови цих клубів, між «Маннхаймер ЕРК» та ЛТТЦ Рот-Вайс Берлін, але й цей фінал не відбувся.

## Попередній етап

### Група А
- EK «Енгельманн» — Дюссельдорф ЕГ 3:2
- EK «Енгельманн» — НСТГ Хомутов 1:0
- Дюссельдорф ЕГ  — НСТГ Хомутов 10:1

| М  | Команда         | І | Пер | Н | Пор | Ш    | О |
| -- | --------------- | - | --- | - | --- | ---- | - |
| 1. | EK «Енгельманн» | 2 | 2   | 0 | 0   | 4:2  | 4 |
| 2. | Дюссельдорф ЕГ  | 2 | 1   | 0 | 1   | 12:4 | 2 |
| 3. | НСТГ Хомутов    | 2 | 0   | 0 | 2   | 1:11 | 0 |

Скорочення: М = підсумкове місце, І = ігри, Пер = перемоги, Н = нічиї, Пор = поразки, Ш = закинуті та пропущені шайби, О = набрані очки

### Група В
- ЛТТЦ Рот-Вайс Берлін — ХК Фюссен 2:0
- ЛТТЦ Рот-Вайс Берлін — Кенігсберг/СВ Растенбург 10:1
- ХК Фюссен — Кенігсберг/СВ Растенбург 4:0

| М  | Команда                  | І | Пер | Н | Пор | Ш    | О |
| -- | ------------------------ | - | --- | - | --- | ---- | - |
| 1. | ЛТТЦ Рот-Вайс Берлін     | 2 | 2   | 0 | 0   | 12:1 | 4 |
| 2. | ХК Фюссен                | 2 | 1   | 0 | 1   | 4:2  | 2 |
| 3. | Кенігсберг/СВ Растенбург | 2 | 0   | 0 | 2   | 1:14 | 0 |

### Група С
- «Маннхаймер ЕРК» — СК Берлін 11:0
- «Маннхаймер ЕРК» — Вайсвассер 5:0
- СК Берлін — Вайсвассер 21:0

| М  | Команда          | І | Пер | Н | Пор | Ш     | О |
| -- | ---------------- | - | --- | - | --- | ----- | - |
| 1. | «Маннхаймер ЕРК» | 2 | 2   | 0 | 0   | 16:0  | 4 |
| 2. | СК Берлін        | 2 | 1   | 0 | 1   | 21:11 | 2 |
| 3. | Вайсвассер       | 2 | 0   | 0 | 2   | 0:26  | 0 |

### Група D
- СК Ріссерзеє — Клагенфурт АС 2:0
- СК Ріссерзеє — ЕВ Тешен 18:0
- Клагенфурт АС — ЕВ Тешен 7:2

| М  | Команда       | І | Пер | Н | Пор | Ш    | О |
| -- | ------------- | - | --- | - | --- | ---- | - |
| 1. | СК Ріссерзеє  | 2 | 2   | 0 | 0   | 20:0 | 4 |
| 2. | Клагенфурт АС | 2 | 1   | 0 | 1   | 7:4  | 2 |
| 3. | ЕВ Тешен      | 2 | 0   | 0 | 2   | 2:25 | 0 |